# 230 État 781 à 800

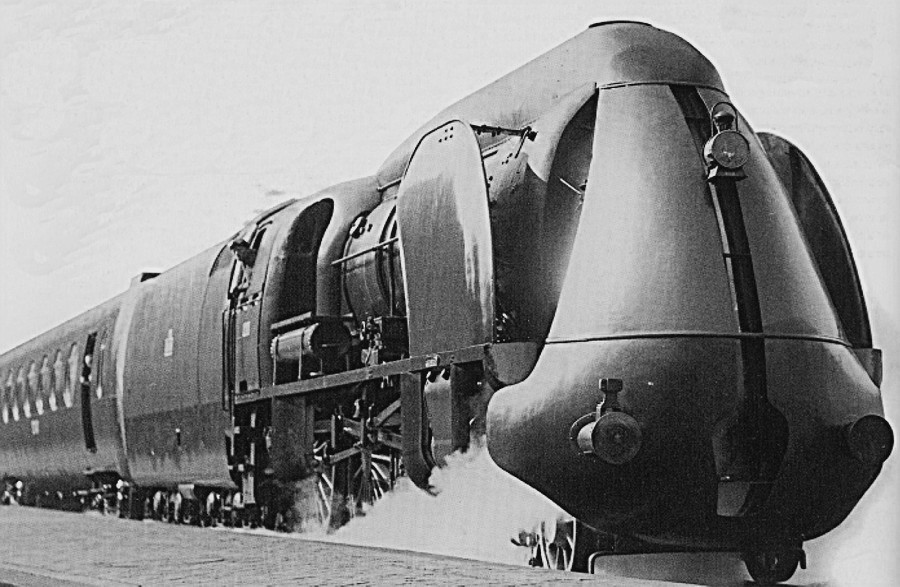
La 230-800 équipée d'un carénage.

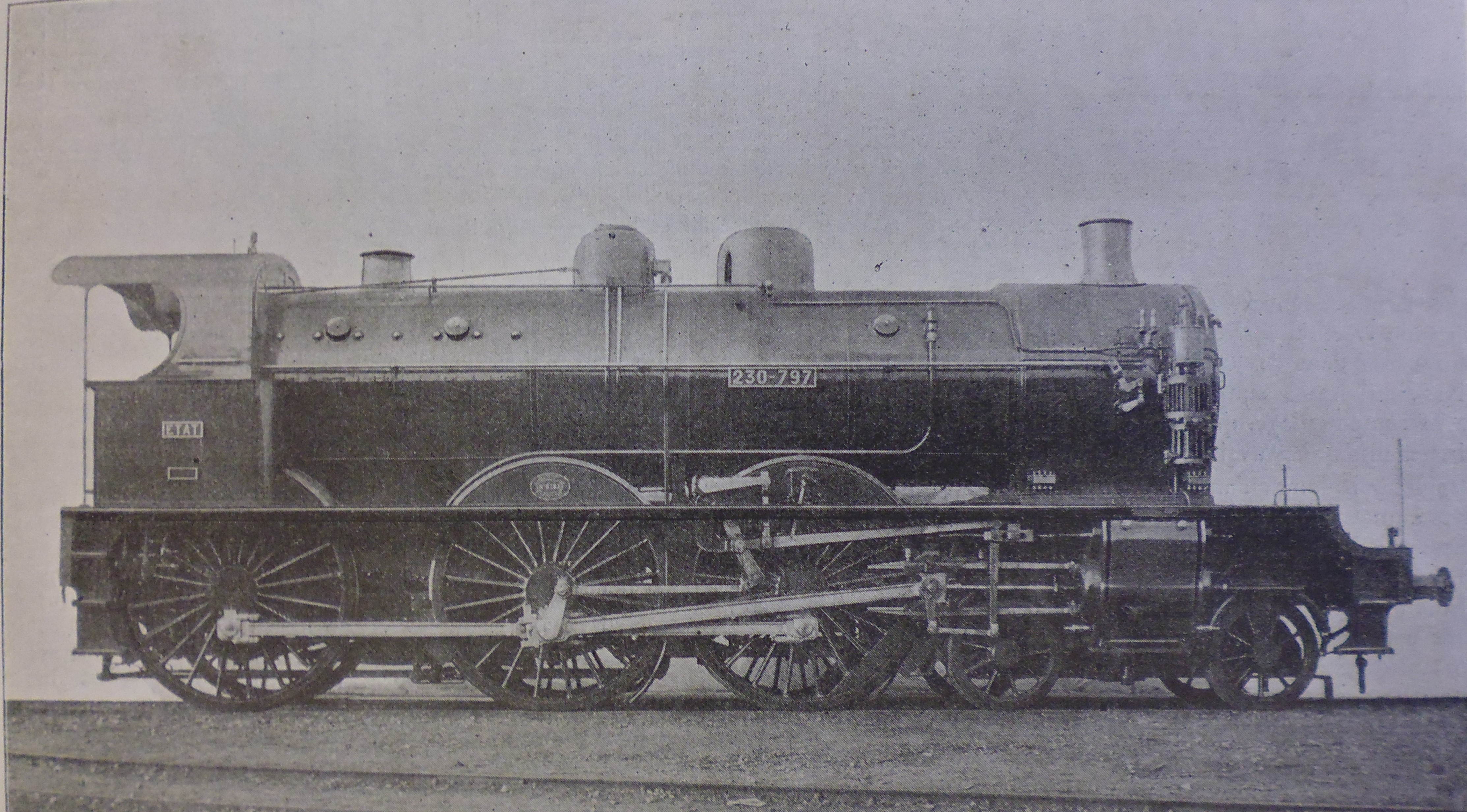
230-797 en état d'origine.

Les 230 État 781 à 800, également surnommées "Jocondes", sont des locomotives de vitesse à tender séparé de la Compagnie des chemins de fer de l'Etat, réservées aux trains de voyageurs.

## Histoire
La série de 20 locomotive est construite par la SACM à Belfort en 1912. En 1938, elles deviennent à la SNCF 230 J 781 à 800. La série est réformée entre 1953 et 1956.

## Description
Ces machines sont munis d'une chaudière à foyer Crampton équipée d'un surchauffeur Schmidt. Le moteur vapeur est à simple expansion et comprend 4 cylindres disposés en batterie à l'avant et munis de tiroirs de distribution cylindriques.
Elles sont proches des 230 État 371 à 385 qui possèdent de nombreux éléments en commun. En revanche, les 230 371 à 385 possèdent des roues de taille moyenne (1750 mm de diamètre) qui les destinent aux services mixtes tandis les "Jocondes" possèdent des grandes roues de 2040 mm qui leur permettent de remorquer des trains plus rapides ainsi que quatre cylindres qui garantissent une bonne stabilité et une meilleure répartition des efforts à grande vitesse.

## Transformations
Les 230-781, 783 et 793 ont été transformées par montage d'un réchauffeur ACFI. Les 320-788 et 793 ont reçu un échappement Kylchap en 1933.
Les machines suivantes 230-783, 788, 792, 793, 796, et 800 ont été transformées entre 1936 et 1937. Une machine a reçu un carénage, la 230-800 . Elles ont été immatriculées à la SNCF 230 J 783, 788, 792, 793, 796, et 800.

## Caractéristiques
Longueur : 11,5 m
Poids à vide: 60 t
Poids en charge: 71 t
Timbre: 12 kg
Surface de grille : 2,78 m2
Surface de chauffe: 136 m2
Surface de surchauffe: 43 m2
Diamètre des roues (motrices): 2 040 mm
Diamètre des roues (porteuses): 960 mm
Dimensions des cylindres, alésage et course: 430 x 640 mm
Vitesse maximum: 110 km/h